# Rally de Montecarlo de 1968
El Rally de Montecarlo de 1968 fue la edición 37.ª, la primera ronda de la temporada 1968 del Campeonato de Europa de Rally (solo para el certamen de pilotos) y se celebró del 20 al 25 de enero.  Tras cuatro años donde los Minis del equipo británico BMC dominaron la carrera monegasca, excepto la edición de 1966, que fueron excluidos, la edición de 1968 contó con varias novedades. En primer lugar se abolió el sistema de handicap, que compensaba los tiempos de los coches según su potencia, por lo que ese año se iba a decidir el ganador con los tiempos reales empleados por los participantes. En segundo lugar esa edición fue una de las más secas de toda su historia por lo que la pequeña ventaja con la que contaban los Minis sobre el asfalto nevado, no les sirvió de nada. De esta manera se terminaría el dominio de los ágiles Mini Cooper y se inició un pequeño período dominado por los potentes motores de los Porsche 911.

## Desarrollo
Las marcas Porsche, Alpine y Lancia comenzaron esos años a disponer de equipos de competición más profesionalizados y con una infraestructura que les permitiría ganar carreras al igual que el BMC había hecho en años anteriores. Michelín había diseñado unos neumáticos que se mostraron muy competitivos en la edición de 1968 del Montecarlo. Para la prueba, Porsche contó con los pilotos: Vic Elford, Pauli Toivonen y Björn Waldegård, que conducirían un Porsche 911 T de 180 cv; Alpine con Gerard Larrouse, Jean Vinatier y Jean-Claude Andruet; Lancia con Sandro Munari, Leo Cella y Ove Andersson y la BMC con Timo Mäkinen, Rauno Aaltonen, Paddy Hopkirk y Tony Fall.
Durante el recorrido común, de casi 1.600km, los tres Alpine y el Porsche de Elford se fueron alternando en cabeza, aprovechando la potencia de sus motores con tracción trasera, en unas carreteras secas que les favorecía frentes a los Mini, que solo podían mantenerse por detrás intentando no descolgarse.
La carrera se decidió en los tramos cronometrados, lo que costó el abandono de varios pilotos como Vinatier, Andruet y Cella. Antes de la última noche en el Turini, Larrouse lideraba la carrera con una ventaja de catorce segundos sobre el inglés Elford. En las primeras especiales Elford atacó y se situó en cabeza, por lo que el francés se la jugó en el Turini, hasta que unos espectadores, que habían lanzado nieve a la carretera, provocaron que Larrouse acabara estrellándose contra un muro de piedra y quedando fuera de carrera. Elford se quedó sin rivales y ganó la carrera acompañado en el podio por Pauli Toivonen, consiguiendo un doblete para la marca alemana. Por detrás de los Porsche se situaron los Minis que no pudieron hacer nada frente a los coches alemanes y se conformaron con una tercera plaza inesperada para Rauno Aaltonen.
Como nota trágica de la carrera, el italiano Sandro Munari abandonó durante el recorrido de concentración, tras un accidente donde murió su copiloto.

## Clasificación
| Pos. | Piloto          | Copiloto            | Automóvil                | Tiempo  |
| ---- | --------------- | ------------------- | ------------------------ | ------- |
| 1.   | Vic Elford      | David Stone         | Porsche 911 S            | 3:55:16 |
| 2.   | Pauli Toivonen  | Martti Tiukkanen    | Porsche 911 S            | 3:56:32 |
| 3.   | Rauno Aaltonen  | Henry Liddon        | BMC Mini Cooper          | 4:00:51 |
| 4.   | Tony Fall       | Mike Wood           | BMC Mini Cooper          | 4:03:55 |
| 5.   | Paddy Hopkirk   | Ron Crellin         | BMC Mini Cooper          | 4:04:12 |
| 6.   | Ove Andersson   | John Davenport      | Lancia Fulvia HF         | 4:04:26 |
| 7.   | Jean Vinatie    | Jean-Francois Jacob | Alpine-Renault A110 1300 | 4:04:36 |
| 8.   | Leo Cella       | Alcide Paganelli    | Lancia Fulvia HF         | 4:06:47 |
| 9.   | Hannu Mikkola   | Ainssi Jarvi        | Datsun 2000              | 4:09:08 |
| 10.  | Björn Waldegård | Lars Helmer         | Porsche 911 T            | 4:11:43 |